# 井上翼久
井上 翼久（いのうえ たすく、1991年2月18日 - ）は日本の俳優・モデル。身長177cm。体重57kg。胸囲82cm、腹囲62cm、腰囲85cm。

## 略歴
東京都八王子市出身。2009年3月にワタナベエンターテインメントスクール（通称WES）を卒業。2009年5月9日に『シバトラ〜童顔刑事！史上最大の危機スペシャル』でドラマデビュー。2015年現在はSun Gnomeのメンバーとして活動している。

## 出演

### テレビ
- 土曜プレミアム シバトラ〜童顔刑事!史上最大の危機スペシャル〜（フジテレビ、2009年5月9日）
- 放課後探偵クラブ（ディズニーチャンネル）

### CM
- ソフトバンク（2007年）
- ネクソンジャパンオンラインゲーム『マビノギ』（2008年）

### モデル
- ESMOD JAPON モデルショー（2008年）
- ネイルサロン-奏-（2014年1月） - ネイルモデル

### 舞台
- 線香花火 - ミョンス 役
- シャバダバダcomedy show 2009
- 「助かった！」と一息ついて・・・ - 刑事 役
- comedy showシャバダバダ総集編
- 男おいらん（2013年8月、笹塚ファクトリー） - 口入れ屋 役
- ソラリネ。番外公演vo.3「ばたふらい　蜜」（2013年12月、自由が丘ギャラリーサイズ） - マツバラトオル 役
- ざ☆よろきん　晒場慕情〜恋慕の木遣り唄〜（2014年1月、シアターグリーンBASE THEATER） - 富松 役
- けんじ君の春（2014年1月、池袋GEKIBA） - 沢口けんじ 役
- HIDEYOSHI（2014年3月、ワーサルシアター） - 小泉 役
- アホノミクス〜金は天上の回りモノ〜（2014年4月、シアターグリーンBOX in BOX THEATER） - 磯貝誠 役
- めぐみへの誓い-奪還-（2014年4月、神奈川県立少年センターホール） - 横田拓也 役
- ソラリネのユメ vo.5「しゃっふる」（2014年5月、ギャラリールデコ5） - コンゴウシンヤ 役
- ロクデナシ（2014年6月、新宿眼科画廊） - 光一 役
- 人狼TLPT #13:VILLAGE VII　夏風がそよぐ村（2014年8月、シアターKASSAI） - 指揮者コンラッド 役
- モテる裁判（2014年8月、新宿眼科画廊）
- INORI（2014年10月、武蔵野芸能劇場）
- WAR→P! in fantasy 神託の花嫁と夜明けの鍵（2014年11月、スタジオ・アッサンブラージュ） - 冒険者ビース 役
- 人狼TLPT #16:VILLAGE IX　雪の花咲ける村 （2014年12月、シアターKASSAI） - 指揮者コンラッド 役
- ソラリネのユメvo.7「ふるこーす」（2014年12月、自由が丘ギャラリーサイズ）
- 大新撰組（2015年2月、俳優座劇場） - 古高俊太郎 役
- SPLIT DECISION（2015年3月、ブディストホール）
- Angry 12（2015年4月、サンモールスタジオ） - 第十一号 役
- たからモノ。（2015年5月、伝承ホール） - 吉岡吾郎 役
- 舞台CLOCK ZERO 〜終焉の一秒〜Re-verse-mind（2015年7月、シアターサンモール）
- 即興祭（2015年7月、中野ザ・ポケット）
- Xion（2015年11月、笹塚ファクトリー） - 佐々見 役
- MILE STONE vol.2 KIZUNA（2016年2月、劇場MOMO）

### 映画
- 学校の怪談
- 一瞬と永遠（2015年11月）

### 音楽PV
- RYUKYUDISKO 『NICE DAY feat. BEAT CRUSADERS』
- YORITOMO CALLMAN『頼朝シャンパンコールでショー』